# Bokermannohyla capra
A Bokermannohyla capra a kétéltűek (Amphibia) osztályának békák (Anura) rendjébe és a levelibéka-félék (Hylidae) családjába tartozó faj.

## Előfordulása
A faj Brazília endemikus faja. Az ország északi részén, Bahía államban as Vale do Jiquiriçá, Baixo Sul, és Litoral Sul régiókban él. Természetes élőhelye szubtrópusi vagy trópusi nedves síkvidéki erdők.

## Megjelenése
A faj a Bokermannohyla circumdata csoportba tartozik. A faj egyedei közepes nagyságúak (46,8–64,1 mm), fejük hossza nagyobb, mint szélessége, hallószervük kis méretű. Combjának elülső felületén haránt irányú sötétbarna csíkok láthatók. A faj morfológiai hasonlóságot mutat a Bokermannohyla hylax és a  Bokermannohyla lucianae fajokkal, de jól megkülönböztethető azoktól a comb hátsó felületén látható, vékony elválasztó sávok nélküli rácsos felület és jellegzetes hangjuk alapján.